# كلية هاريس مانشستر
كلية هاريس مانشستر (بالإنجليزية: Harris Manchester College )‏ هي إحدى كليات جامعة أكسفورد في المملكة المتحدة. تأسست في وارينغتون عام 1786، ثم إنتقلت إلى أكسفورد عام 1893، وحصلت الكلية على ميثاقها الملكي في عام 1996 وأصبحت كلية تابعة لجامعة أكسفورد.

## معرض الصور

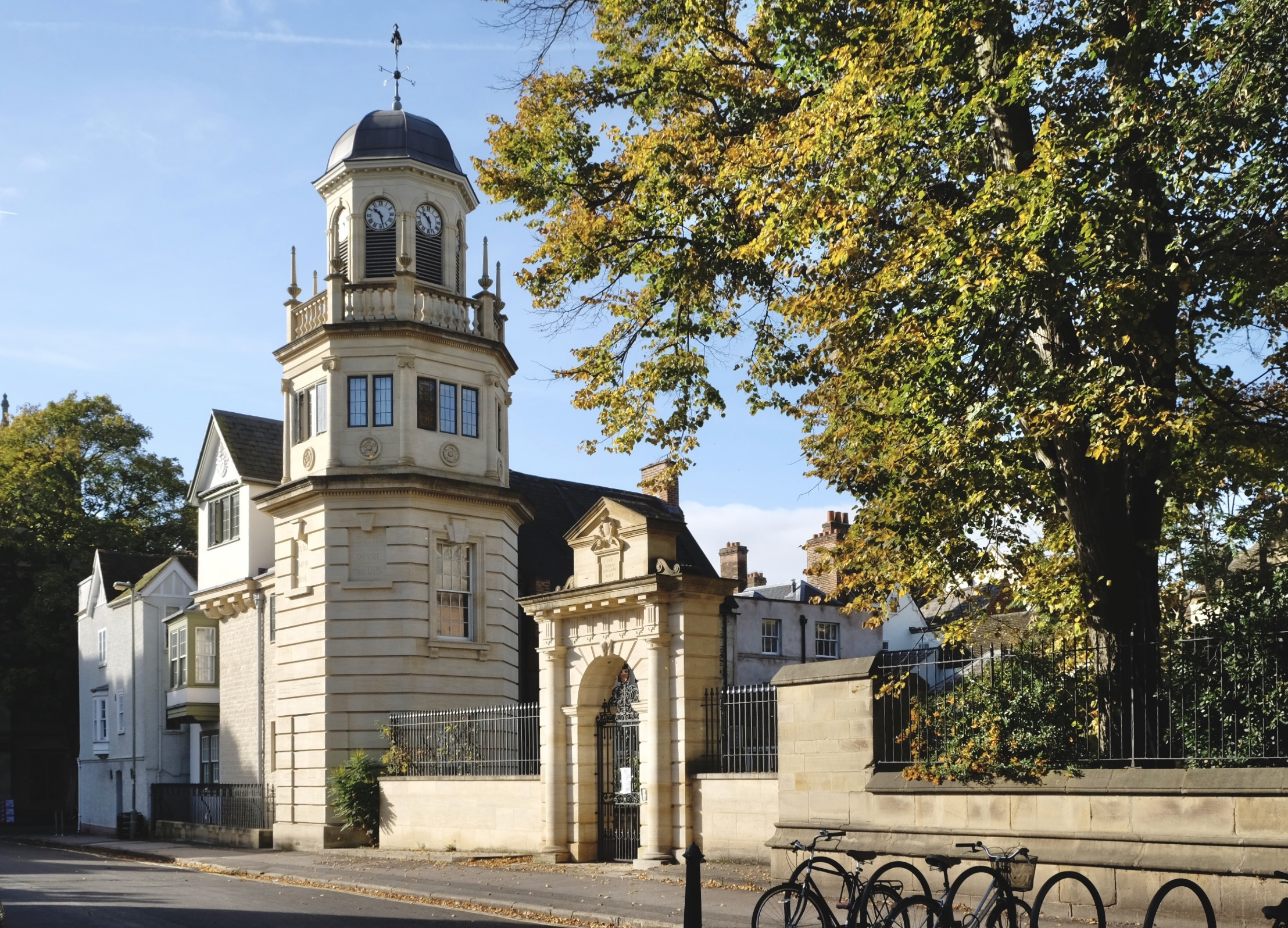
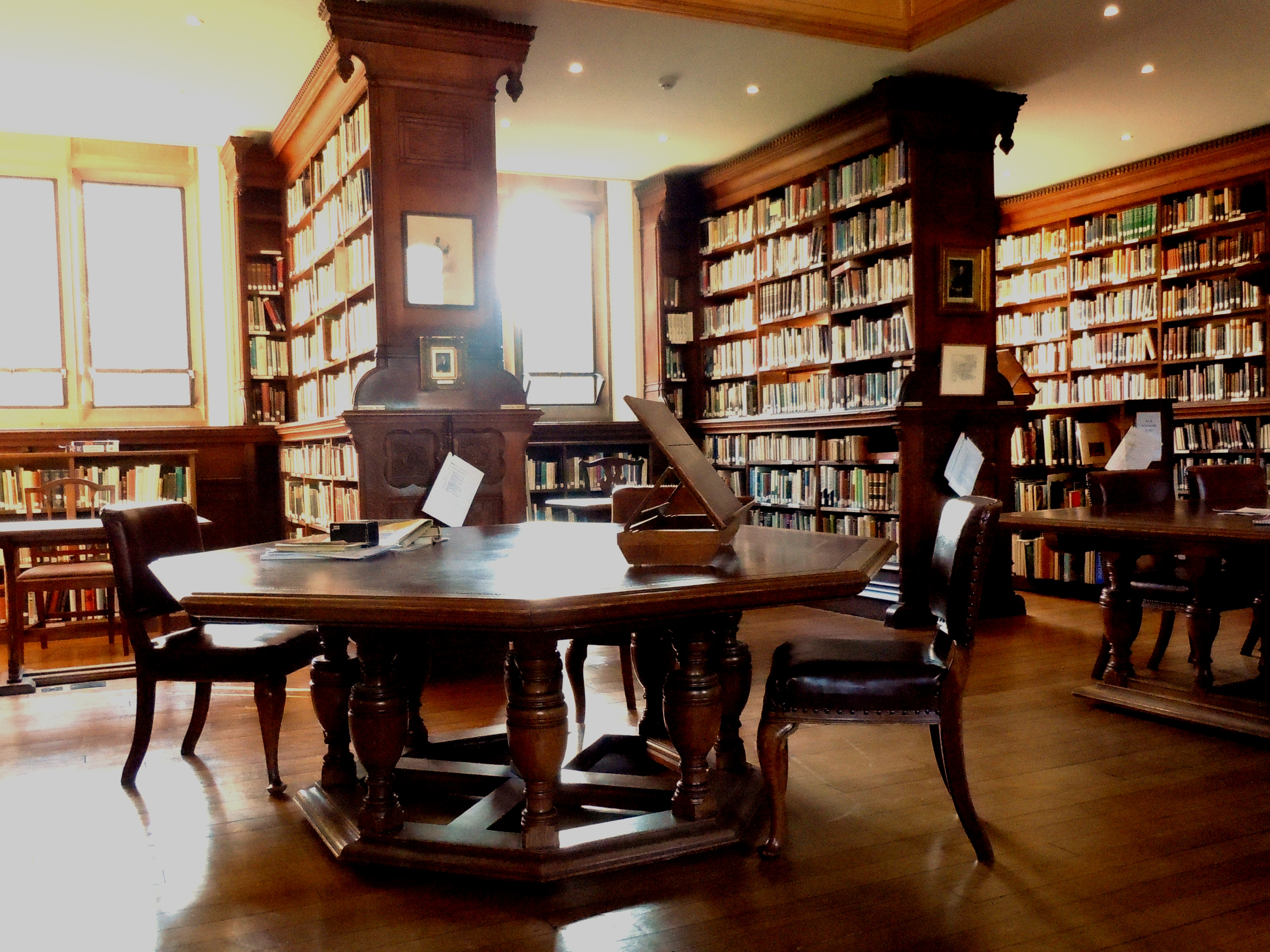
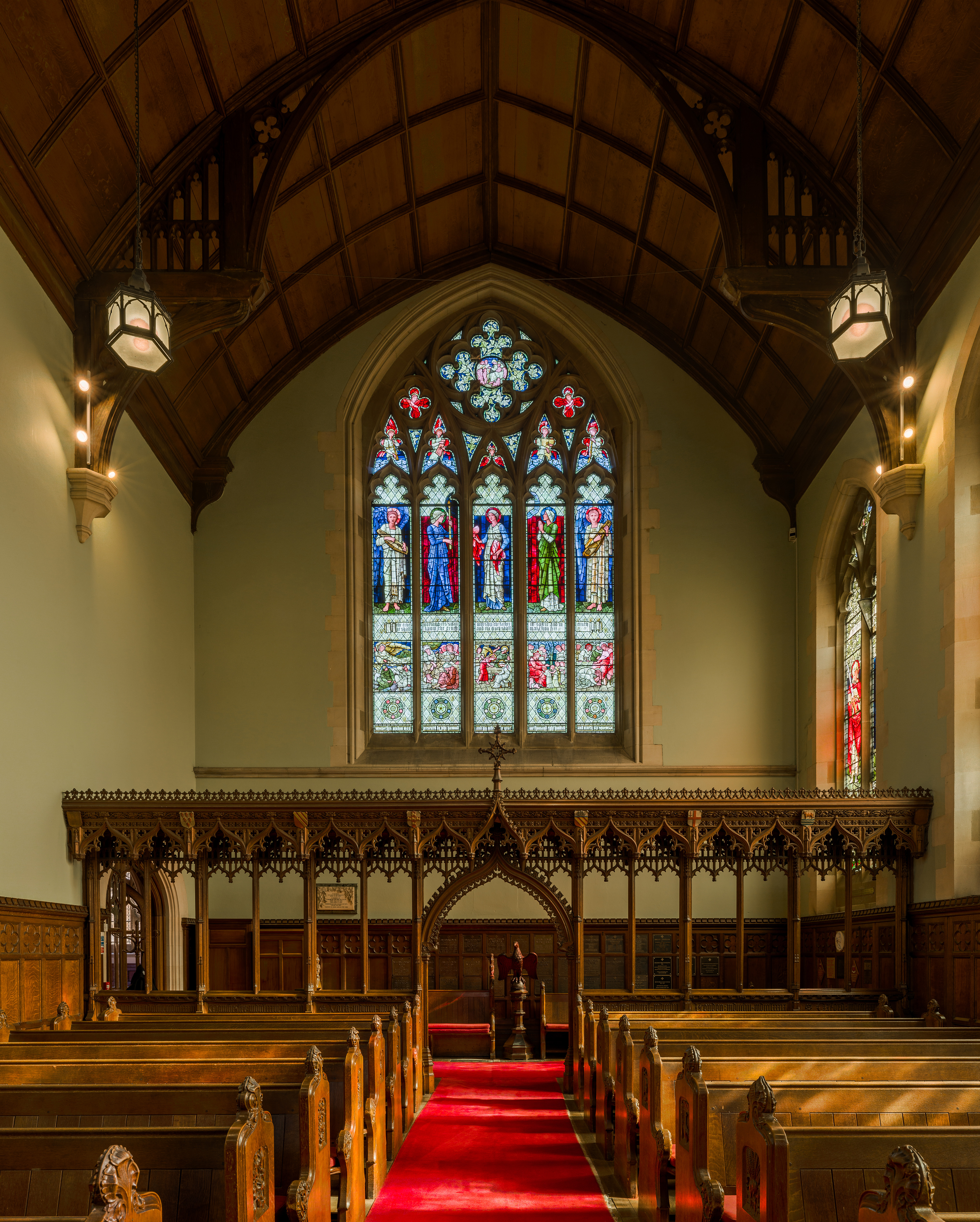
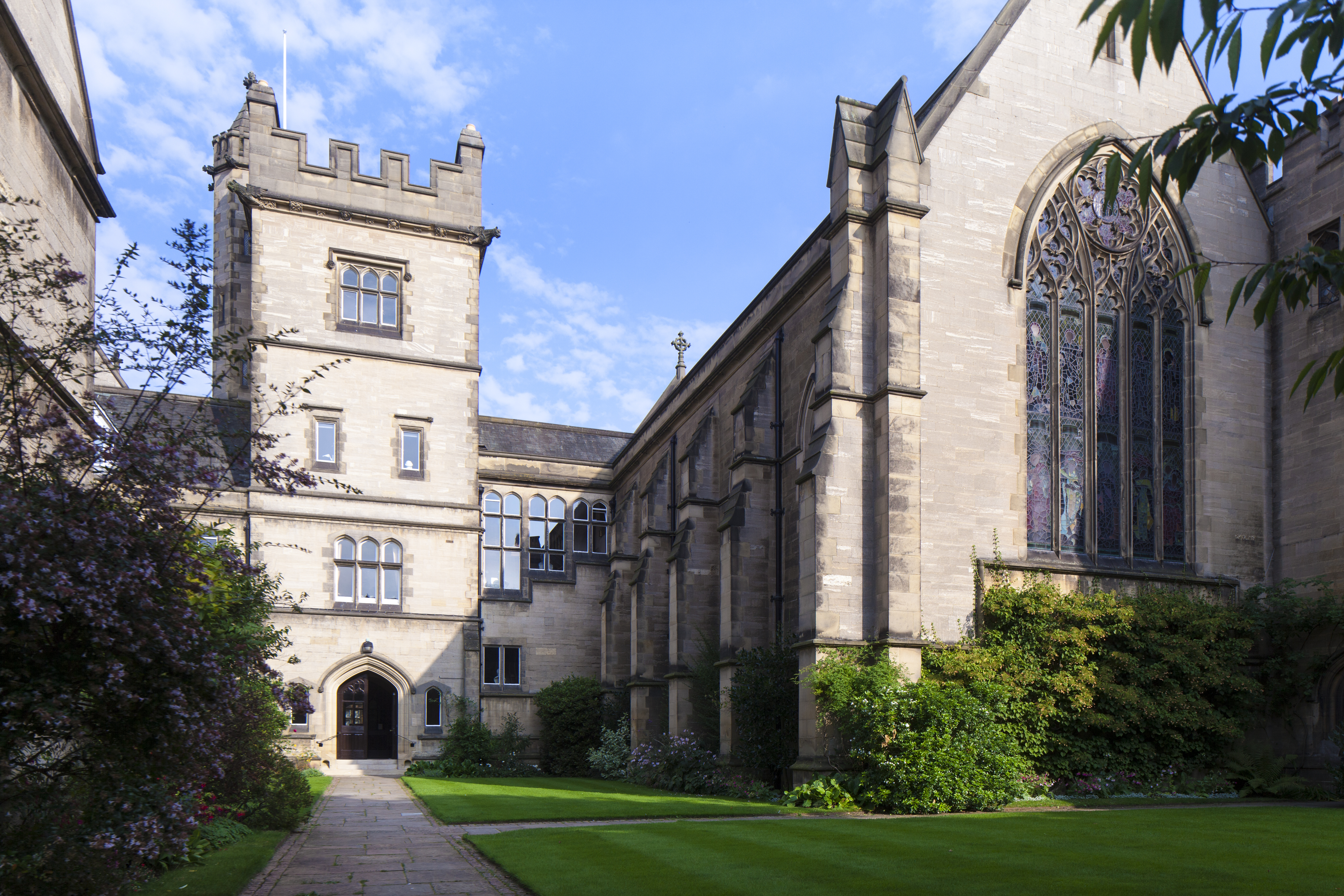